# 반홀정맥
반홀정맥(hemiazygos vein, vena azygos minor inferior) 또는 반홑정맥, 반기정맥(半奇靜脈)은 가슴 아래쪽 부위에서 위로 주행하는 정맥으로, 척주의 바로 왼쪽에 위치한다.

## 구조
반홀정맥과 덧반홀정맥은 함께 몸의 왼쪽에 위치하며, 홀정맥에 대응하는 구조물이다. 홀정맥은 몸의 오른쪽에서 뒤갈비사이정맥의 혈액을 대부분 받으며, 반홀정맥과 덧반홀정맥은 대부분의 왼쪽 뒤갈비사이정맥을 받는다. 특히 반홀정맥은 홀정맥의 아래쪽 부분에 대응한다.
반홀정맥의 구조에는 종종 변이가 있다. 대개 반홀정맥은 왼쪽 오름허리정맥이나 콩팥정맥에서 시작하여 왼쪽 가로막다리를 따라 위로 올라가 가슴으로 들어간다. 그 후 척주의 왼쪽 측면을 따라 계속 올라가고, 아홉째 등뼈(T9) 근처에서는 대동맥, 식도, 가슴림프관의 뒤쪽에 위치하면서 왼쪽에서 오른쪽으로 척주를 가로지른다. 이후에는 홀정맥에 합류하면서 끝난다.
반홀정맥으로 들어오는 정맥에는 왼쪽 아홉째, 열째, 열한째 뒤갈비사이정맥과 갈비밑정맥, 일부 식도정맥이나 가슴세로칸의 정맥이 있다.

### 변이
반홀정맥이 위쪽에서 덧반홀정맥과 연속될 수도, 그렇지 않을 수도 있다.

## 어원
'Azygos'는 '쌍이 없는'을 뜻하며 'hemi-'는 '절반'을 뜻한다. 반홀정맥은 홀정맥의 아래쪽 절반에 대응한다.